# Матанги (индуизм)
Матанги (санскр. मातङ्गी) — индуистская богиня, богиня ночи и тьмы, олицетворяющая силу господства. Одна из десяти богинь Дашамахавидья. Она приносит в мир мир, доброту и процветание. Её описывают как девушку с зелёной или синей кожей.
Она считается тантрической формой Сарасвати, богини музыки и обучения. Подобно Сарасвати, Матанги управляет речью, музыкой, знаниями и искусством. Их[кого?] поклонение показано для приобретения сверхъестественных способностей, особенно для получения контроля над врагами, привлечения внимания людей и приобретения мастерства в искусствах и высших знаниях.